# Черемушанский сельский совет (Харьковская область)
Черемуша́нский либо Черёмушный се́льский сове́т — входил до 2020 года в состав Валковского района Харьковской области Украины.
Административный центр сельского совета находился в селе Черёмушная.

## История
- Весна 1918 года — дата образования данного сельского Совета (крестьянских) депутатов трудящихся на территории … волости в составе Валковского уезда Харьковской губернии ДКР.
- С 1923 года — в составе Богодуховского(?) района Богодуховского округа, с февраля 1932 года — Харьковской области УССР.

## Населённые пункты совета
- село Черёмушная[2]
- село Литви́новка
- село Пески
- село Яблоновка